# 5 Star Street
5 Star Street（傳媒中文譯作星街5號），為一位於香港灣仔星街的單幢住宅，亦是太古地產於灣仔發展的星街小區一項目，樓高共32層，樓面面積共1.76萬平方呎，由太古地產發展，2010年11月29日入伙。

## 歷史
5 Star Street前身為兩幢唐樓，2004年太古地產先進行收購位於3號唐樓，及後再於2005年年尾再收購位於5號唐樓，並合併兩地一同發展成住宅項目，即「5 Star Street」。
於2008年發展商開始興建項目，惟於興建地基後停工，於2009年底復建，2010年間開售。

## 簡介
物業位於太古地產發展的星街小區，鄰近太古廣場三座，而附近為港鐵金鐘站和灣仔站，加上由於地皮面積小，故發展商設計為一梯一伙，私隱度較高，故開售呎價達至19,000港元，而每呎發展成本為7,600港元。
物業共有31樓，但實質則有32層（不設4、14、24樓），而31樓以上為公用設施層。另外地下至2樓為物業基層，1樓為機電層，2樓則為空中花園。3樓及6樓以上為住宅，一共25個單位，一梯一伙，全為約670平方呎及開放式設計單位，另設有露台。
另外，物業設有1層會所，設於5樓，其設施包括健身室等。

## 附近物業
- 萬豪閣
- 匯星壹號
- 星月閣
- 星域軒
- 太古廣場三座

## 外部連結
- 5 Star Street官方網頁（页面存档备份，存于）